# Nelly Moenne-Loccoz
Nelly Moenne-Loccoz (Annecy, 9 april 1990) is een Franse snowboardster. Ze vertegenwoordigde haar vaderland op de Olympische Winterspelen 2010 in Vancouver, op de Olympische Winterspelen 2014 in Sotsji en op de Olympische Winterspelen 2018 in Pyeongchang. 

## Carrière
Bij haar wereldbekerdebuut, in januari 2008 in Bad Gastein, scoorde Moenne-Loccoz direct haar eerste wereldbekerpunten. Enkele weken later behaalde de Française in Leysin haar eerste toptien klassering. In december 2008 stond Moenne-Loccoz in Arosa voor de eerste maal op het podium van een wereldbekerwedstrijd. Op de FIS wereldkampioenschappen snowboarden 2009 in Gangwon eindigde de Française als negende op de snowboardcross, tijdens de Olympische Winterspelen van 2010 in Vancouver eindigde Moenne-Loccoz als zesde op datzelfde onderdeel.
In La Molina nam de Française deel aan de FIS wereldkampioenschappen snowboarden 2011. Op dit toernooi veroverde ze de zilveren medaille op de snowboardcross. Op de FIS wereldkampioenschappen snowboarden 2013 in Stoneham eindigde ze als zeventiende op de snowboardcross. Op 16 maart 2013 boekte Moenne-Loccoz in Veysonnaz haar eerste wereldbekerzege. Tijdens de Olympische Winterspelen van 2014 in Sotsji eindigde de Française als elfde op de snowboardcross.
In Kreischberg nam Moenne-Loccoz deel aan de FIS wereldkampioenschappen snowboarden 2015. Op dit toernooi sleepte ze de zilveren medaille in de wacht op de snowboardcross. In het seizoen 2014/2015 won de Française de wereldbeker snowboardcross. Op de FIS wereldkampioenschappen snowboarden 2017 in de Spaanse Sierra Nevada eindigde ze als zevende op de snowboardcross, samen met Chloé Trespeuch werd ze wereldkampioene in de teamwedstrijd snowboardcross. Tijdens de Olympische Winterspelen van 2018 in Pyeongchang eindigde Moenne-Loccoz als tiende op de snowboardcross.
In Park City nam de Française deel aan de FIS wereldkampioenschappen snowboarden 2019. Op dit toernooi eindigde ze als negende op de snowboardcross, samen met Merlin Surget eindigde ze als zevende op de snowboardcross voor teams.

## Resultaten

### Olympische Winterspelen
| Jaar | Plaats      | Resultaten         |
| ---- | ----------- | ------------------ |
| 2010 | Vancouver   | 6e Snowboardcross  |
| 2014 | Sotsji      | 11e Snowboardcross |
| 2018 | Pyeongchang | 10e Snowboardcross |

### Wereldkampioenschappen
| Jaar | Plaats        | Resultaten                               |
| ---- | ------------- | ---------------------------------------- |
| 2009 | Gangwon       | 9e Snowboardcross                        |
| 2011 | La Molina     | Snowboardcross                           |
| 2013 | Stoneham      | 17e Snowboardcross                       |
| 2015 | Kreischberg   | Snowboardcross                           |
| 2017 | Sierra Nevada | 7e Snowboardcross · Snowboardcross team  |
| 2019 | Park City     | 9e Snowboardcross 7e Snowboardcross team |

### Wereldbeker
Eindklasseringen
| Seizoen   | Algm | SBX    |
| --------- | ---- | ------ |
| 2007/2008 | 69e  | 19e    |
| 2008/2009 | 27e  | 11e    |
| 2009/2010 | 35e  | 9e     |
| 2010/2011 | 23e  | 11e    |
| 2011/2012 | –    | 4e     |
| 2012/2013 | –    | Zilver |
| 2013/2014 | –    | 6e     |
| 2014/2015 | –    | Goud   |
| 2015/2016 | –    | 5e     |
| 2016/2017 | –    | 7e     |
| 2017/2018 | –    | Brons  |

Wereldbekerzeges
| Datum            | Plaats    | Onderdeel      |
| ---------------- | --------- | -------------- |
| 16 maart 2013    | Veysonnaz | Snowboardcross |
| 12 december 2015 | Montafon  | Snowboardcross |
| 24 januari 2016  | Feldberg  | Snowboardcross |